# Dwupłat

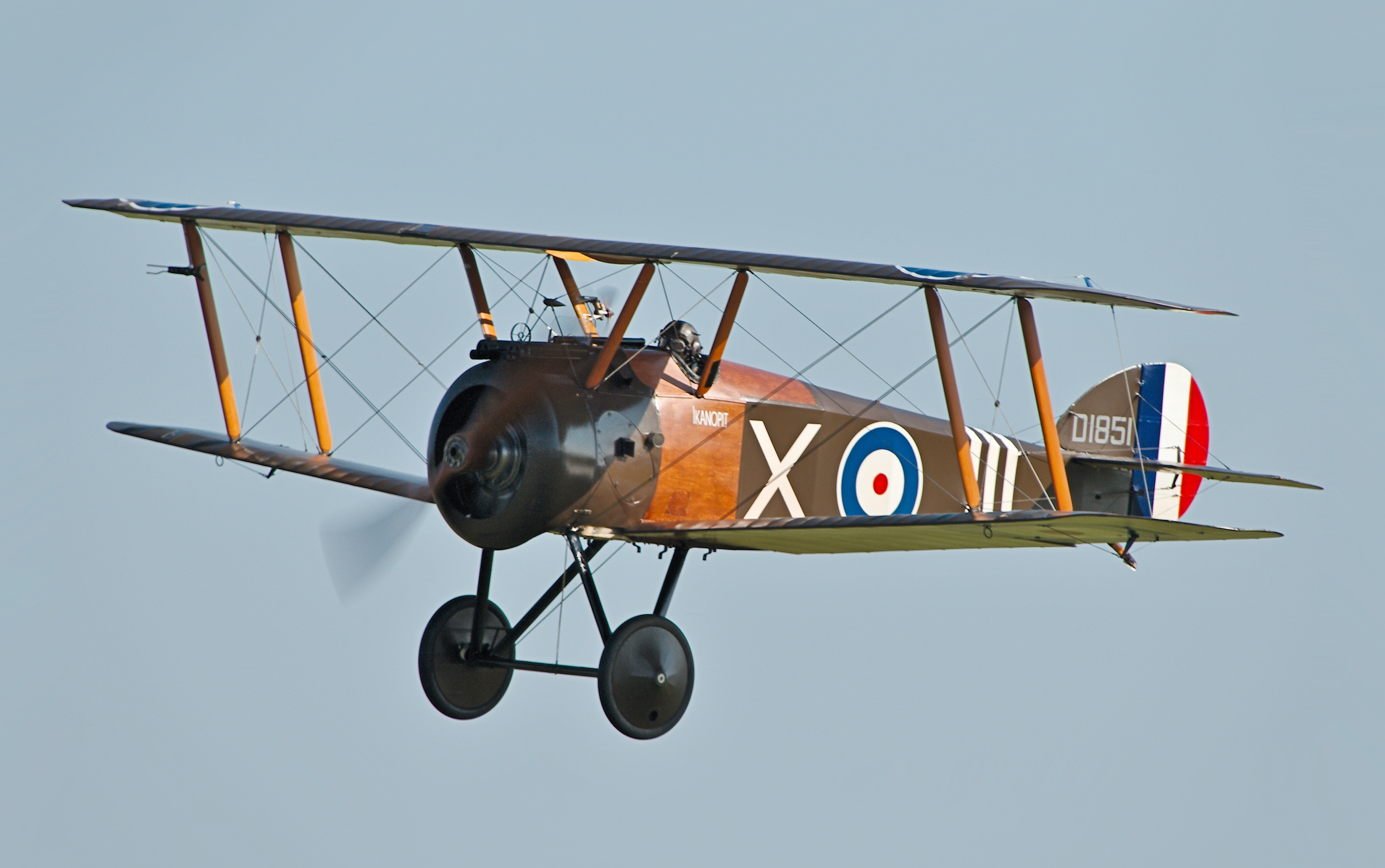
Myśliwiec Sopwith Camel

Dwupłat – układ konstrukcyjny płatowca, samolotu o dwóch płatach nośnych umieszczonych jeden nad drugim. Najczęściej górny płat umieszczony jest nad kadłubem na wspornikach lub zastrzałach i połączony z dolnym płatem za pomocą rozpórek oraz usztywniony za pomocą napiętych stalowych cięgien lub linek. Rzadziej górny płat mocowany jest bezpośrednio do górnej części kadłuba. Dolny płat zwykle mocowany jest do dolnej części kadłuba, rzadko pod kadłubem. Układ płatów górnego i dolnego wraz ze znajdującymi się między nimi zastrzałami, rozpórkami i cięgnami nosi nazwę komory płatów.

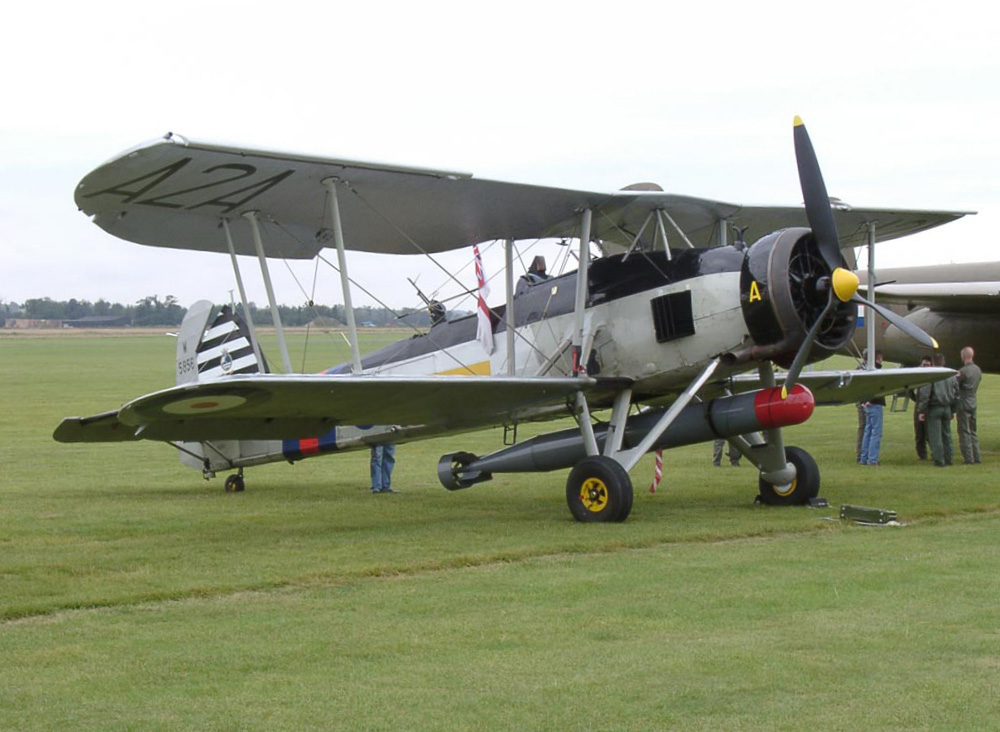
Samolot torpedowy Fairey Swordfish

Zaletą samolotów dwupłatowych jest duża powierzchnia nośna skrzydeł przy rozpiętości mniejszej, niż w przypadku jednopłatów o porównywalnej powierzchni nośnej, a wadą jest ich znacznie większy opór aerodynamiczny. Stąd samoloty dwupłatowe miały co do zasady lepszą zwrotność oraz krótszy start i lądowanie w porównaniu z jednopłatami, natomiast były od nich wolniejsze, rzadko przekraczając prędkość 400 km/h. Zaletą układu dwupłatu w początkowym okresie rozwoju lotnictwa był też fakt, że konstrukcja przestrzenna komory płatów, usztywnionej rozpórkami i rozpiętymi na krzyż cięgnami, pozwalała na uzyskanie sztywności i wytrzymałości skrzydeł, przy prostocie i lekkości ich konstrukcji. W miarę rozwoju technologii i potrzeb zwiększenia szybkości samolotów, dwupłaty zostały wyparte przez wolnonośne jednopłaty.

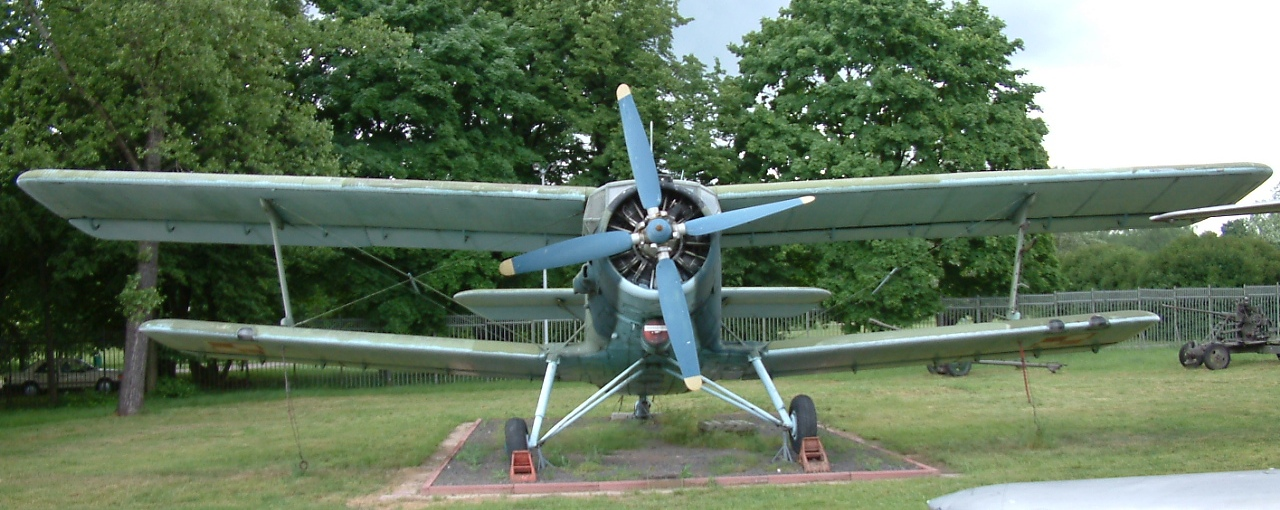
Samolot transportowy An-2

W układzie dwupłatu skonstruowany był pierwszy udany samolot – Flyer I braci Wright, następnie wiele innych konstrukcji początków lotnictwa. Układ dwupłatowy stał się dominującym układem konstrukcyjnym w okresie I wojny światowej i lat 20., powszechnie stosowany był też w latach 30., aczkolwiek głównie w lżejszych samolotach sportowych, szkolnych i bojowych, w tym myśliwskich. Podczas II wojny światowej dwupłatowce używane były już na niewielką skalę, ich użycie jako samolotów bojowych ograniczyło się do pierwszej połowy wojny, z nielicznymi wyjątkami (np. sowiecki Kukuruźnik). Po II wojnie światowej sporadycznie jedynie budowano samoloty w układzie dwupłatu, głównie sportowe i rolnicze, lecz także lekkie transportowe (An-2).

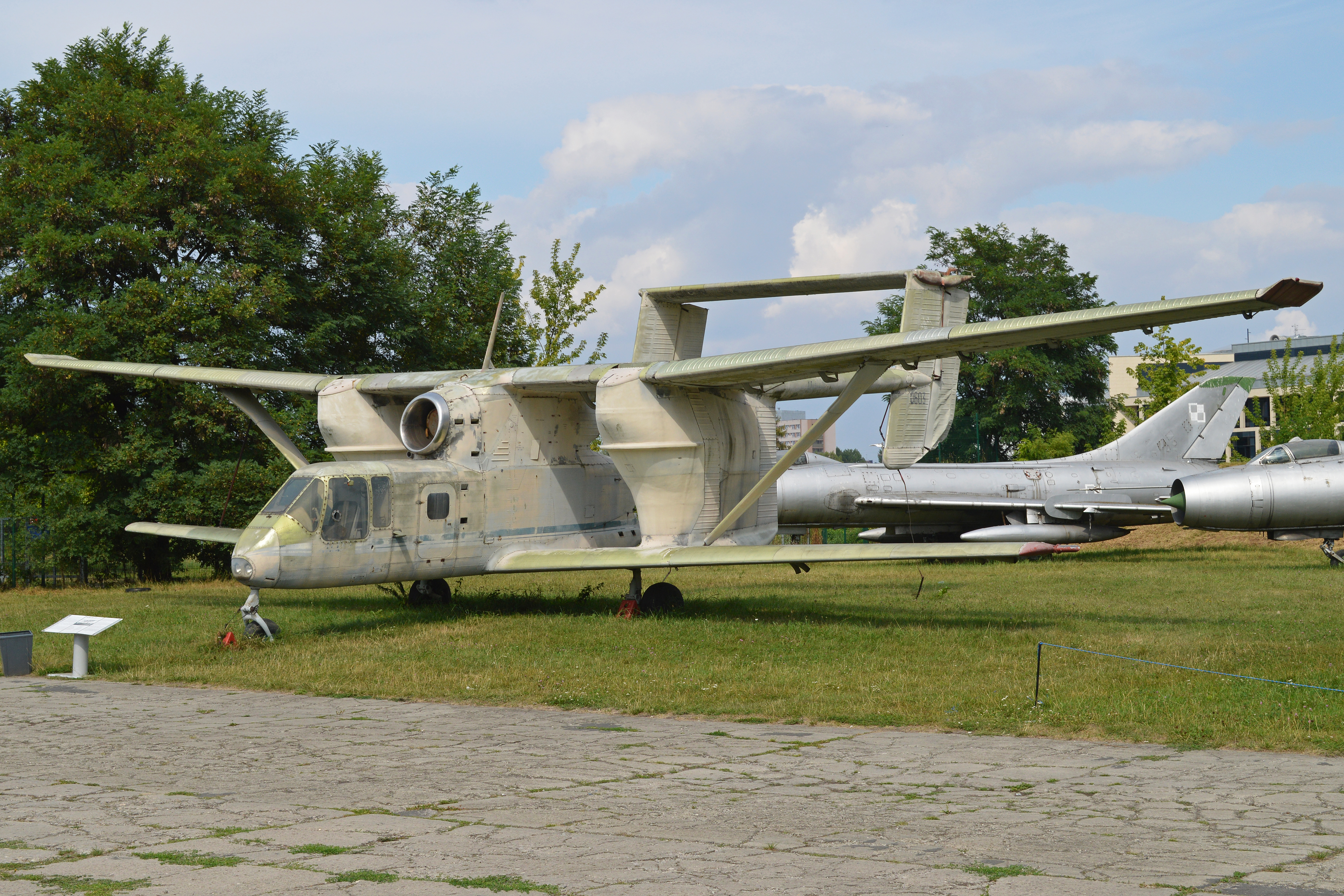
Samolot rolniczy PZL M-15 Belphegor z napędem odrzutowym

Odmianą dwupłatu jest półtorapłat, w którym dolny płat ma mniejszą rozpiętość i zwykle mniejszą cięciwę od górnego. Zbliżony konstrukcyjnie do dwupłatu jest także trójpłat, różniący się posiadaniem trzeciego płata nośnego, pomiędzy górnym a dolnym. Konstruowano także prototypy samolotów z czterema płatami.
Istniały dwa modele dwupłatów o napędzie odrzutowym. Jeden z nich został skonstruowany w Polsce – PZL M-15 (Belphegor).